# Castilië en León
Castilië en León (Spaans: Castilla y León en Leonees: Castiella ya Llïón) is, geografisch gezien, de grootste van de zeventien autonome regio's van Spanje, en ligt in het noordwesten van het land.
Castilië en León grenst in het noorden aan Asturië en Cantabrië, in het oosten aan Baskenland, La Rioja en Aragón, in het zuidoosten aan Madrid en Castilië-La Mancha, in het zuiden aan Extremadura, en in het westen aan Portugal en Galicië. De de facto hoofdstad van de autonome regio is Valladolid, formeel is deze evenwel niet vastgelegd.
Castilië en León omvat de noordelijke meseta, een hoogvlakte tussen de 600 en 800 meter boven de zeespiegel, omringd door randgebergten. De afwatering gebeurt door de Douro.
Castilië en León ligt in de landstreek Castilië.

## Bestuurlijke indeling
Castilië en León bestaat uit negen provincies:
| Provincie  | Inwoners 2021 | Hoofdstad  | Inwonertal |
| ---------- | ------------- | ---------- | ---------- |
| Ávila      | 158.898       | Ávila      | 52.612     |
| Burgos     | 356.042       | Burgos     | 172.421    |
| León       | 452.435       | León       | 136.414    |
| Palencia   | 159.146       | Palencia   | 81.439     |
| Salamanca  | 327.735       | Salamanca  | 160.331    |
| Segovia    | 153.626       | Segovia    | 55.942     |
| Soria      | 88.796        | Soria      | 37.200     |
| Valladolid | 519.380       | Valladolid | 321.005    |
| Zamora     | 169.165       | Zamora     | 66.123     |
| Totaal     | 2.385.223     |            |            |

## Demografische ontwikkeling
Bevolkingscijfers in duizendtallen
Bron: INE